# Цепловоды (гмина)
Цепловоды (пол. Ciepłowody) — сельская гмина (волость) в Польше, входит как административная единица в Зомбковицкий повет, Нижнесилезское воеводство. Население 3211 человек (на 2004 год).

## Демография
| Перепись                       | Всего   | Всего | Женщины | Женщины | Мужчины | Мужчины |
| ------------------------------ | ------- | ----- | ------- | ------- | ------- | ------- |
| Единицы                        | человек | %     | человек | %       | человек | %       |
| Население                      | 3211    | 100   | 1610    | 50,1    | 1601    | 49,9    |
| Плотность населения (чел./км²) | 41,4    | 41,4  | 20,8    | 20,8    | 20,7    | 20,7    |

## Сельские округа
1. Бальдвиновице
2. Брохоцин
3. Ценковице
4. Цепловоды
5. Чеславице
6. Добженице
7. Якубув
8. Янувка
9. Карчовице
10. Кобыля-Глова
11. Мушковице
12. Пётровице-Польске
13. Стары-Хенрыкув
14. Тарговица
15. Томице
16. Вилямовице

## Соседние гмины
1. Гмина Кондратовице
2. Гмина Немча
3. Гмина Стшелин
4. Гмина Зомбковице-Слёнске
5. Гмина Зембице